# Burg Erlaa
Die Burg Erlaa (lettisch Ērgļu viduslaiku pils) ist die Ruine einer bischöflichen Vasallenburg des Erzbistums Riga, errichtet am Ufer der Oger in der livländischen Kleinstadt Ērgļi im lettischen Bezirk Madona.

## Geschichte
Im Jahre 1229 übertrug der Erzbischof von Riga die Ländereien von Erlaa als Lehen an die Familie Tiesenhausen, eine Burg wird erstmals 1397 urkundlich genannt. Über den Errichtungszeitpunkt existieren mehrere unbelegte Versionen. Vermutlich wurde die Burg jedoch, ebenso wie die benachbarte Burg Bersohn, als Folge des von Hermann von Wartberge beschriebenen, verheerenden Angriffs (1375) der heidnischen Litauer unter Großfürst Kęstutis errichtet.
Nach dem Fall der Livländischen Konföderation während des Livländischen Krieges 1561 wurde Erlaa zusammen mit Livland in das Königreich Polen-Litauen eingegliedert. 1577 fiel der russische Zar Iwan IV. mit einer großen Armee in Livland ein und eroberte und plünderte u. a. auch Erlaa. Noch im selben Jahr wurde Burg Erlaa wieder von polnisch-litauischen Truppen eingenommen. 1589 erhielt die Familie Tiesenhausen Burg und Ländereien zurück, was König Sigismund III. 1598 nochmals bestätigte.

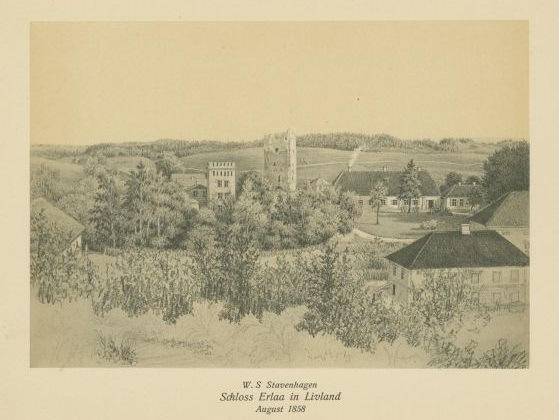
In der Mitte des Bilds der Turm des Herrenhauses (links) neben der Turmruine der Burg Erlaa (rechts), 1858

Im Polnisch-Schwedischen Krieg wurde die Burg 1601 von schwedischen Truppen erobert aber im Verlauf von den polnisch-litauischen Truppen wieder zurückerobert und geplündert. Die Burg soll zu diesem Zeitpunkt noch nutzbar gewesen sein. Nach dem Krieg gelangte Erlaa in den Besitz des Königreich Schwedens und die Burg wurde gesprengt; einzig der Turm blieb größtenteils erhalten. 1624 gab König Gustav II. Adolf den Besitz Erlaa an den späteren Generalmajor Hans Heinrich von Tiesenhausen zurück, da dieser im Krieg auf Seiten der Schweden kämpfte.
Während des Großen Nordischen Krieges und der zu dieser Zeit wütenden Pestepidemie starben etwa 58 % der Bevölkerung von Erlaa. Nach dem Krieg ging Erlaa an Russland. Bis 1734 blieb das Gut noch im Besitz derer von Tiesenhausen, bis sie dieses nach 400 Jahren verkauften.
In den folgenden Jahrzehnten wurde neben der Burgruine ein Herrenhaus mit mehreren Nebengebäuden errichtet, das 1905 nach einem Bauernaufstand niedergebrannt und nicht wieder aufgebaut wurde. Einzig verblieben ist die Ruine des aus Ziegelmauerwerk errichteten Turms des Anwesens.
Während des Zweiten Weltkriegs verlief die Frontlinie durch Erlaa. Nach mehr als vier Wochen heftiger Kämpfe waren das Dorf, die neugotische Kirche und die Ruine des Burgturms völlig zerstört. Heute sind nur noch einzelne Mauerfragmente des Turms erhalten.

## Beschreibung

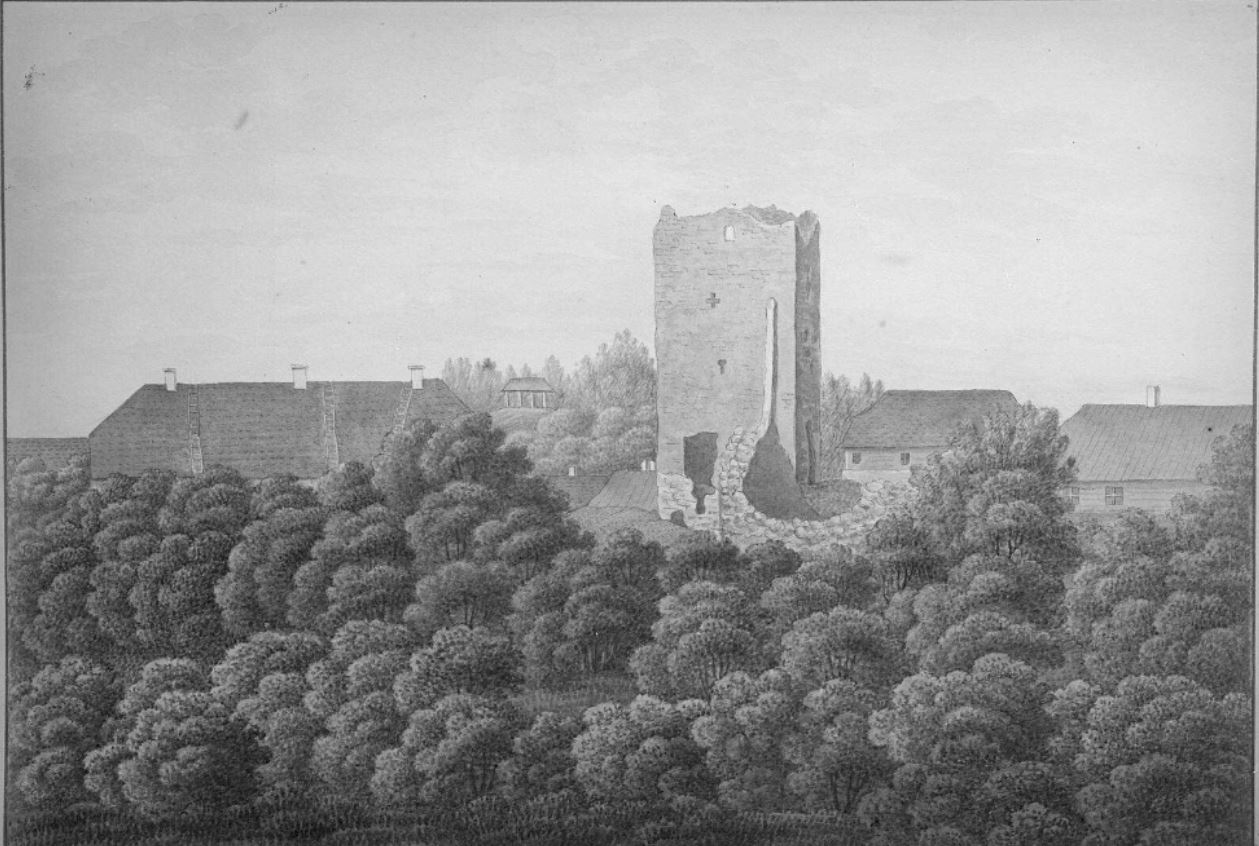
Burgruine Erlaa in einer Zeichnung von 1830

Die Burg Erlaa wurde auf einem Hügel am Ufer der Oger errichtet, im Norden, Osten und Südosten begrenzt durch das abfallende Ufer der Oger und im Westen geschützt durch einen künstlichen Graben.
Die Burg wurde im quadratischen Grundriss erbaut, wobei die Grundfläche des Burghofes vermutlich 44 × 44 m betrug. Der erhaltenen, bis zu 2 m hohen und 20 m langen Südmauer nach zu urteilen, bestand sie aus gemörteltem Kalksteinmauerwerk. In der Mitte dieser Mauer befand sich ein außen angebauter, fast quadratischer Wehrturm aus Ziegelmauerwerk mit den Innen-Abmessungen 7 × 8 m und einer Höhe von etwa vier Stockwerken. In den Wänden des Turms befanden sich mehrere Beobachtungslöcher, außerdem war der Turm mit drei dekorativen, runden Nischen verziert. Etwas höher befanden sich in mindestens zwei Wänden schlüssellochförmige Schießscharten, die möglicherweise zum Einsatz von Handfeuerwaffen vorgesehen waren. Wo genau sich das Burgtor befand, ist zwar nicht bekannt, da sich aber der einzige ebene Zugang zur Anlage auf südwestlicher Seite befand, war das Tor vermutlich ebenfalls im Südwesten der Mauer verortet.
Im Inneren der Burg befand sich eine Kirchenkapelle, außerdem gab es in der südwestlichen Ecke ein unterkellertes Gebäude mit 10 × 12 m. Während eines Festes im Jahr 2013 wurde dieser Keller erstmals der Öffentlichkeit gezeigt.
Vor der Burg befanden sich weitere Nebengebäude. Etwa 11 m westlich der Burg wurde, parallel zu ihrer Mauer, eine Vorburgmauer errichtet, deren 1,2 m dicke Fundamente heute noch stellenweise über dem Boden erkennbar sind.
Eine mittelalterliche Straßenkarte zeigt die Burg Erlaa mit vier runden Ecktürmen, vermutlich hat diese Zeichnung aber nur symbolischen Charakter und entspricht nicht der Realität.